# 카라테오도리 보조정리
카라테오도리 보조정리(Caratheodory's lemma, -補助定理)는 실해석학의 초등적인 정리 중 하나로, 그리스의 수학자 콘스탄티노스 카라테오도리가 입안하였다. 미분가능성에 대한 간단한 필요충분조건을 제공하며, 역함수 정리 및 연쇄법칙 등의 증명을 간단히 하는 데 쓰인다.

## 공식화
카라테오도리 보조정리는 다음과 같이 공식화할 수 있다.
- 함수 f가 점 c를 포함하는 어떤 구간에서 정의될 때, f가 c에서 미분가능하기 위한 필요충분조건은 c에서 연속이고 모든 x∈I에 대하여 f(x) - f(c) = φ(x)(x-c)를 만족하는 연속함수 φ가 존재하는 것이다. 특히, 이 경우 φ(c) = f'(c)를 만족한다.

## 응용
이 정리를 응용하여 연쇄법칙을 증명해 보자. 우선 함수 f, g를 다음과 같이 정의한다.
- I, J는 실직선 상의 구간, g:I→R, f:J→R, f(J) ⊆ I.

이때 증명해야 할 c∈J에서의 '연쇄법칙'은 다음과 같다.
- f가 c에서 미분가능하고 g가 f(c)에서 미분가능하면, 합성함수 {\displaystyle (g\circ f)}는 c에서 미분가능하고 {\displaystyle (g\circ f)'(c)=g'(f(c))f'(c).}

조건에서 f'(c)가 존재하므로 카라테오도리 보조정리에 의하여 c에서 연속이고 J에서 f(x) - f(c) = φ(x)(x-c)를 만족하는 함수 φ가 존재한다. 또, g'(f(c))가 존재하므로, f(c)에서 연속이고 I에서 g(y) - g(f(c)) = χ(y)(y - f(c))를 만족하는 함수 χ가 존재한다. 이제 둘째 식에서 y = f(x)로 놓으면 모든 x에 대해 다음이 성립한다.
- g(f(x)) - g(f(c)) = χ(f(x))(f(x) - f(c)) = χ(f(x))φ(x)(x-c).

그런데 χ(f(x))φ(x)는 c에서 연속이므로 {\displaystyle g\circ f}는 카라테오도리 보조정리의 조건을 만족하여 c에서 미분가능하고, 그 값은 χ(f(c))φ(c) = g'(f(c))f'(c)이다.

## 같이 보기
- 연쇄법칙
- 역함수 정리
- 평균값 정리